# 優米雅的鍊金工房 ～追憶之鍊金術士與幻創之地～
《優米雅的鍊金工房 ～追憶之鍊金術士與幻創之地～》是《鍊金工房系列》的第26部正傳角色扮演作品，預定在2025年3月21日於Microsoft Windows、PlayStation 4、PlayStation 5、任天堂Switch、Xbox Series X/S和Xbox One平台發售。本作主題為「記憶」。

## 內容與玩法
本作的主要要素和鍊金工房系列相同，主要為三種，即採集、調合與戰鬥。探索原野並蒐集素材，然後調合成道具，製作出成為推進故事時的關鍵道具，或運用於戰鬥及探索中。此外，本作還有能在原野中製作道具的「簡易調合」以便開拓道路，或製作在戰鬥中有效利用的道具及製作據點的「建置」據點並依自身喜好的配置家具等系統。

## 登場角色
優米雅·利斯菲爾德（Yumia Liessfeldt，聲：倉持若菜）
維克多·馮·杜勒（Viktor von Duerer，聲：古川慎）
艾菈·馮·杜勒（Isla von Duerer，聲：前田佳織里）
魯格·阿倫特（Rutger Arendt，聲：福山潤）
妮娜·弗里德（Nina Friede，聲：小松未可子）
蕾妮雅（Lenja，聲：青山吉能）

## 發行
2024年8月27日，光荣特库摩在任天堂直面会發表《鍊金工房系列》新作《優米雅的鍊金工房 ～追憶之鍊金術士與幻創之地～》，並將在2025年初發售於Microsoft Windows、PlayStation 4、PlayStation 5等平台。但6天後正式公佈發售日定於2025年3月21日。

## 外部連結
- 官方网站